# Estadio Wibawa Mukti
El Estadio Wibawa Mukti es un estadio de fútbol de usos múltiples ubicado en Cikarang, Indonesia. El estadio tiene capacidad para 28 778 espectadores y fue inaugurado en 2014. El estadio alberga los partidos de local del Persikasi Bekasi.